# Llista de municipis de les Illes Balears

## Llista de municipis de lesIlles Balears
| Municipi                   | Illa       | Superfície | Població (Hab.) | Municipi des de (data més moderna) | Observacions |
| -------------------------- | ---------- | ---------- | --------------- | ---------------------------------- | --- |
| Alaior                     | Menorca    | 109,86     | 9.610           | 1304                               | |
| Alaró                      | Mallorca   | 45,72      | 5.508           | 1285                               | |
| Alcúdia                    | Mallorca   | 60,02      | 19.586          | 1285                               | Ginyent al segle xiii |
| Algaida                    | Mallorca   | 89,78      | 5.367           | 1285                               | castellitx inicialment |
| Andratx                    | Mallorca   | 81,46      | 12.149          | 1285                               | |
| Ariany                     | Mallorca   | 23,14      | 877             | 1982                               | El més modern de Mallorca. Segregat de Petra                                                                                                  |
| Artà                       | Mallorca   | 139,79     | 7.629           | 1285                               | |
| Banyalbufar                | Mallorca   | 18,06      | 560             | 1836                               | Es va segregar i reagrupar amb Esporles diverses vegades entre 1812 i 1823.                                                                   |
| Binissalem                 | Mallorca   | 29,77      | 7.795           | 1285                               | Rubines entre el segle xiii i mitjans del XVI.                                                                                                |
| Búger                      | Mallorca   | 8,29       | 1.015           | 1836                               | El més petit de les Balears. Es va segregar i reagrupar amb Campanet diverses vegades entre 1812 i 1823.                                      |
| Bunyola                    | Mallorca   | 84,70      | 6.276           | 1285                               | |
| Calvià                     | Mallorca   | 145,02     | 51.114          | 1285                               | |
| Campanet                   | Mallorca   | 34,65      | 2.590           | 1372                               | Consta el 1285, però el 1300 la capitalitat civil s'establí a sa Pobla.                                                                       |
| Campos                     | Mallorca   | 149,69     | 9.964           | 1285                               | |
| Capdepera                  | Mallorca   | 54,92      | 11.421          | 1838                               | Es va segregar i reagrupar amb Artà diverses vegades entre 1812 i 1823.                                                                       |
| es Castell                 | Menorca    | 11,66      | 7.962           | 1872                               | El més petit de Menorca. Villacarlos fins 1985. Es va segregar i reagrupar amb Maó diverses vegades entre 1781 i 1872.                        |
| Ciutadella de Menorca      | Menorca    | 186,34     | 29.580          | 1301                               | El més poblat i dels més antics de Menorca.                                                                                                   |
| Consell                    | Mallorca   | 13,70      | 3.861           | 1925                               | Segregat d'Alaró |
| Costitx                    | Mallorca   | 15,37      | 1.159           | 1855                               | Segregat de Sencelles |
| Deià                       | Mallorca   | 15,21      | 747             | 1583                               | Segregat de Valdemossa |
| Eivissa                    | Eivissa    | 11,14      | 49.768          | 1300                               | El més petit, poblat i antic d'Eivissa |
| Escorca                    | Mallorca   | 139,39     | 267             | 1285                               | El menys poblat de les Balears |
| Esporles                   | Mallorca   | 35,29      | 4.915           | 1285                               | A l'edat mitjana, a vegades s'alterna amb Banyalbufar                                                                                         |
| Estellencs                 | Mallorca   | 13,44      | 380             | 1913                               | Segregat de Puigpunyent |
| Felanitx                   | Mallorca   | 169,79     | 18.388          | 1285                               | |
| Ferreries                  | Menorca    | 66,09      | 4.670           | 1863                               | Segregat de Mercadal |
| Formentera                 | Formentera | 83,24      | 10.757          | 1888                               | Es va segregar i reagrupar amb Eivissa diverses vegades entre 1822 i 1870.                                                                    |
| Fornalutx                  | Mallorca   | 19,49      | 692             | 1836                               | Es va segregar i reagrupar amb Sóller diverses vegades entre 1812 i 1823.                                                                     |
| Inca                       | Mallorca   | 58,34      | 30.066          | 1285                               | |
| Lloret de Vistalegre       | Mallorca   | 17,44      | 1.340           | 1925                               | Es va segregar i reagrupar amb Sineu diverses vegades entre 1812 i 1823, aleshores rebia el nom de Llorito.                                   |
| Lloseta                    | Mallorca   | 12,10      | 5.674           | 1843                               | Es va segregar i reagrupar amb Binissalem diverses vegades entre 1812 i 1823.                                                                 |
| Llubí                      | Mallorca   | 34,92      | 2.294           | 1836                               | Es va segregar i reagrupar amb Muro diverses vegades entre 1812 i 1823.                                                                       |
| Llucmajor                  | Mallorca   | 327,33     | 36.994          | 1285                               | El més gran de les Balears |
| Manacor                    | Mallorca   | 260,31     | 40.831          | 1285                               | |
| Mancor de la Vall          | Mallorca   | 19,89      | 1.330           | 1925                               | Segregat de Selva |
| Maó                        | Menorca    | 117,20     | 28.972          | 1301                               | Dels més antics de Menorca |
| Maria de la Salut          | Mallorca   | 30,52      | 2.152           | 1836                               | Es va segregar i reagrupar amb Santa Margalida diverses vegades entre 1812 i 1823.                                                            |
| Marratxí                   | Mallorca   | 54,22      | 34.583          | 1285                               | |
| Es Mercadal                | Menorca    | 138,34     | 5.396           | 1301                               | El més gran, menys poblat i dels més antics de Menorca                                                                                        |
| Es Migjorn Gran            | Menorca    | 31,42      | 1.539           | 1989                               | El més modern de les Balears. Segregat d'es Mercadal.                                                                                         |
| Montuïri                   | Mallorca   | 41,13      | 2.855           | 1285                               | |
| Muro                       | Mallorca   | 58,61      | 6.993           | 1285                               | |
| Palma                      | Mallorca   | 208,63     | 407.648         | 1249                               | El més poblat i antic de les Balears. Mallorca entre els segles XIII i XVIII. Inclou l'arxipèlag de Cabrera i l'antic municipi d'Establiments |
| Petra                      | Mallorca   | 70,04      | 2.908           | 1285                               | |
| Sa Pobla                   | Mallorca   | 48,59      | 12.871          | 1300                               | Huialfàs o la Pobla d'Huialfàs entre els segles XIV i XV                                                                                      |
| Pollença                   | Mallorca   | 151,65     | 16.191          | 1285                               | |
| Porreres                   | Mallorca   | 86,91      | 5.486           | 1285                               | |
| Puigpunyent                | Mallorca   | 42,31      | 1.886           | 1285                               | |
| Ses Salines                | Mallorca   | 39,12      | 5.227           | 1925                               | Segregat de Santanyí. |
| Sant Antoni de Portmany    | Eivissa    | 126,80     | 22.446          | 1833                               | Dels més moderns d'Eivissa. Segregat d'Eivissa.                                                                                               |
| Sant Joan                  | Mallorca   | 38,54      | 2.047           | 1300                               | Segregat de Sineu. |
| Sant Joan de Labritja      | Eivissa    | 121,66     | 5.506           | 1833                               | El menys poblat i dels més moderns d'Eivissa. Segregat d'Eivissa                                                                              |
| Sant Josep de sa Talaia    | Eivissa    | 159,38     | 24.691          | 1833                               | Segregat d'Eivissa. El més gran i dels més moderns d'Eivissa                                                                                  |
| Sant Llorenç des Cardassar | Mallorca   | 82,08      | 8.993           | 1892                               | Consta el 1285 amb el nom de Bellver, però aviat s'agregà a Manacor.                                                                          |
| Sant Lluís                 | Menorca    | 34,75      | 7.449           | 1904                               | Segregat de Maó |
| Santa Eugènia              | Mallorca   | 20,25      | 1.702           | 1843                               | Es va segregar i reagrupar amb Santa Maria del Camí diverses vegades entre 1812 i 1823.                                                       |
| Santa Eulària des Riu      | Eivissa    | 153,58     | 34.946          | 1833                               | Dels més moderns d'Eivissa. Segregat d'Eivissa.                                                                                               |
| Santa Margalida            | Mallorca   | 86,51      | 11.922          | 1285                               | |
| Santa Maria del Camí       | Mallorca   | 37,62      | 6.473           | 1285                               | |
| Santanyí                   | Mallorca   | 124,86     | 13.384          | 1285                               | |
| Selva                      | Mallorca   | 48,75      | 3.798           | 1285                               | |
| Sencelles                  | Mallorca   | 52,86      | 3.187           | 1285                               | |
| Sineu                      | Mallorca   | 47,74      | 3.763           | 1285                               | |
| Sóller                     | Mallorca   | 42,80      | 14.150          | 1285                               | |
| Son Servera                | Mallorca   | 42,56      | 12.165          | 1838                               | Es va segregar i reagrupar amb Artà diverses vegades entre 1812 i 1823.                                                                       |
| Valldemossa                | Mallorca   | 42,93      | 2.027           | 1285                               | |
| Vilafranca de Bonany       | Mallorca   | 23,96      | 2.971           | 1843                               | Pertanyia a Petra, però fins a 1812 hi hagué regidors baronials.                                                                              |

## Antics municipis
| Municipi     | Illa     | Municipi fins a | Observacions                                                                                                  |
| ------------ | -------- | --------------- | --- |
| S'Arracó     | Mallorca | 1930            | Es va segregar d'Andratx el 1926, juntament amb el nucli de Sant Elm. Actualment part del municipi d'Andratx. |
| Establiments | Mallorca | 1919            | Es va segregar d'Esporles el 1831. Actualment part del municipi de Palma.                                     |